# Radiotelescopi d'Arecibo
El radiotelescopi d'Arecibo és un radiotelescopi astronòmic que està situat a Arecibo, Puerto Rico, al nord de l'illa. És administrat per la Universitat Cornell amb un acord de cooperació amb la National Science Foundation. L'observatori funciona amb el nom de National Astronomy and Ionosphere Center (NAIC) tot i que s'utilitzen oficialment ambdós noms. El radiotelescopi fou el major telescopi mai construït, fins a la inauguració del RATAN-600 (Rússia) amb la seva antena circular de 576 metres de diàmetre. Recull dades radioastronòmiques, aeronomia terrestre i radar planetaris per als científics de tot el món. Tot i que ha estat emprat per a diversos usos, la seva funció principal és l'observació d'objectes estel·lars.
El telescopi d'Arecibo destaca per la seva gran mida: el diàmetre de l'antena principal és de 305 metres, construït dins d'una depressió. L'antena convergent és la més gran i corbada del món, la qual cosa li aporta una gran capacitat de recepció d'ones electromagnètiques. La superfície de l'antena està formada per 38.778 làmines perforades d'alumini; cada una mesura aproximadament 1x2 m, suportades per un entramat de cables d'acer.
És una antena esfèrica (en oposició a antena parabòlica). Aquesta forma prové del mètode utilitzat per orientar el telescopi. L'antena és fixa, però el receptor de ràdio se situa en el seu punt focal per interceptar els senyals reflectits de les diferents direccions per la superfície esfèrica. El receptor està situat sobre una plataforma de 900 tones suspesa 150 m en l'aire per 18 cables subjectats per tres torres de formigó armat, una de 110 m d'altura i les altres dues de 80 m d'altura (les cúspides de les tres torres estan al mateix nivell). La plataforma té una via giratòria de 93 m de longitud, en forma d'arc, sobre la qual es munten l'antena de recepció, els reflectors secundaris i terciaris. Això permet al telescopi observar qualsevol regió del cel en un con de 40 graus al voltant del zenit local (entre -1 i 38 graus de declinació). La localització de Puerto Rico a prop de l'equador permet a Arecibo observar tots els planetes del sistema solar.
El novembre de 2020 la NSF va decidir que el desmantellaria per perill de col·lapse i no poder garantir la seguretat dels treballs si es provés de reparar. Durant els darrers anys havia rebut un menor finançament i havia patit les inclemències de diferents huracans amb el trencament i caiguda de cables pocs mesos abans de l'anunci. L'u de desembre del 2020, el Radiotelescopi d'Arecibo es va ensorrar, a causa del trencament previ de diversos cables que el subjectaven.

## Construcció i arquitectura

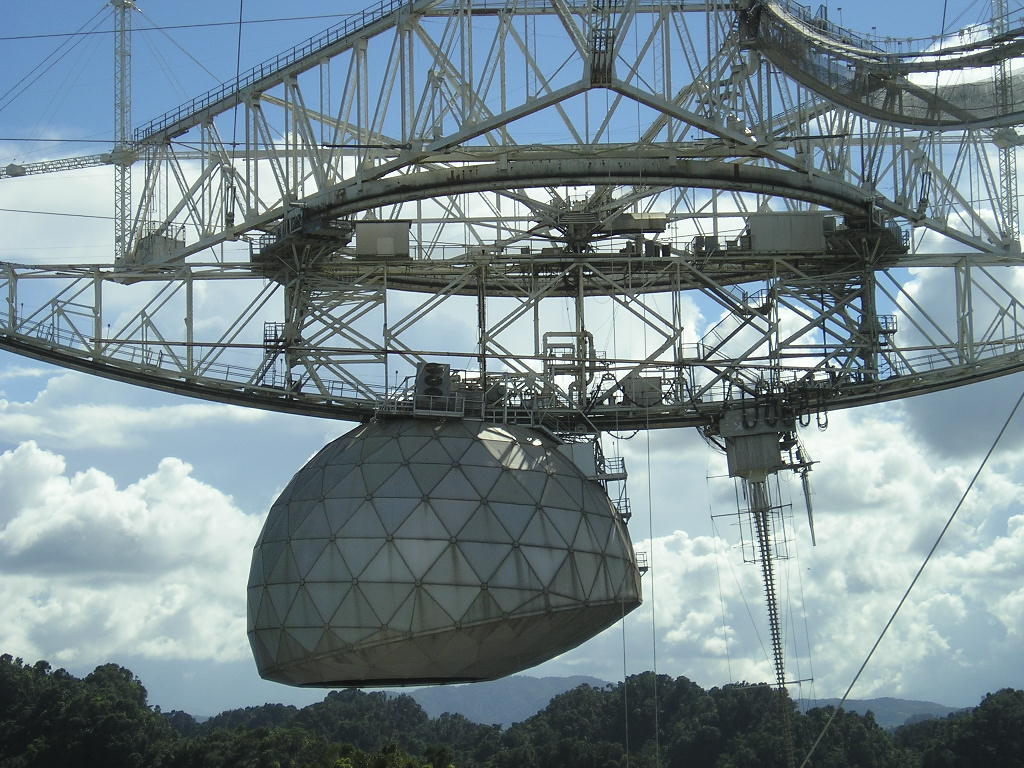
Detall de l'antena del radiotelescopi

La construcció del telescopi d'Arecibo fou iniciada pel professor William E. Gordon de la Universitat Cornell, qui en principi tenia la intenció d'utilitzar-lo per estudiar la ionosfera terrestre. Al principi es va preveure un reflector parabòlic fix, que assenyalaria en una direcció fixa amb una torre de 150 m per sostenir l'equip en el focus. Aquesta concepció hauria tingut un interès molt limitat per a altres àrees potencials d'investigació, tals com ciències planetàries i radioastronomia, que requereixen assenyalar diferents posicions al cel i seguir-les durant un període llarg de temps, mentre la Terra gira. Ward Low de la Advanced Research Projects Agency (ARPA), va fer veure aquest punt feble del projecte i va posar Gordon en contacte amb l'Air Force Cambridge Research Laboratory (AFCRL) a Boston, Massachusetts, on un grup dirigit per Phil Blacksmith treballava en reflectors esfèrics i un altre grup estudiava la propagació de les ones de ràdio a través de l'atmosfera superior. La Universitat Cornell va proposar el projecte a l'ARPA a l'estiu de 1958 i es firmà un contracte entre l'AFCRL i la Universitat el novembre de 1959. La construcció va començar a l'estiu de 1960 i l'obertura oficial es va efectuar l'1 de novembre de 1963.
El telescopi ha sofert diverses modificacions al llarg la seva vida útil. La primera gran modificació es va efectuar el 1974 quan es va afegir una superfície d'alta precisió al reflector actual. El 1997, es va col·locar una pantalla a terra, al voltant del perímetre, per protegir-lo de la radiació terrestre i se li va instal·lar un transmissor més potent.

## Descobriments
El telescopi d'Arecibo ha fet diversos descobriments científics significatius. El 7 d'abril de 1964, poc després de la seva inauguració, Gordon H. Pettengill i el seu equip el van usar per determinar que el període de rotació de Mercuri no era de 88 dies, com es creia, sinó de només 59 dies. L'agost de 1989, l'observatori va fer una foto d'un asteroide per primera vegada a la història: l'asteroide 4769 Castalia. L'any següent, l'astrònom polonès Aleksander Wolszczan va descobrir el púlsar PSR B1257+12, que més tard el va conduir a descobrir els seus dos planetes orbitals. Aquests van ser els primers planetes extrasolars descoberts.

## Usos
El telescopi també ha tingut usos per a intel·ligència militar, per exemple per localitzar les instal·lacions soviètiques de radar, detectant els senyals que rebotaven sobre la Lluna.
Arecibo és la font de dades per al projecte SETI@home proposat pel laboratori de ciències espacials de la Universitat de Berkeley.
El 1974, es va enviar un missatge de 1.679 bits transmès des del radiotelescopi cap al cúmul globular M13, que es troba a 25.000 anys llum. El model d'1 i 0 defineix una imatge de mapa de bits de 23 per 73 píxels que inclou números, persones dibuixades, fórmules químiques i una imatge del telescopi (veure missatge d'Arecibo).
Del 3 al 7 de març de 2001, el radiotelescopi va ser utilitzat per observar l'asteroide (29075) 1950 DÓNA, considerat l'objecte més pròxim a la Terra.

## El radiotelescopi d'Arecibo en la cultura popular
L'observatori d'Arecibo va ser utilitzat com a localització per a la pel·lícula de James Bond GoldenEye. A la pel·lícula, Alec Trevelyan va utilitzar un plat similar localitzat a Cuba per comunicar-se amb un satèl·lit rus i generar un pols electromagnètic sobre Londres. Aquest plat es podia omplir d'aigua per camuflar-se com un llac, una gesta impossible a Arecibo a causa de la seva superfície perforada. A més, l'ús d'Arecibo per comunicar-se amb un satèl·lit que gira al voltant de la Terra és absurd des del punt de vista tècnic.
En l'episodi d'Expedient X titulat "Little Green Men", Fox Mulder és enviat a l'observatori d'Arecibo per un senador dels Estats Units amb l'objectiu de mantenir contacte amb vida extraterrestre. L'observatori havia de ser destruït per un grup d'agents del govern per impedir que el públic descobrís la veritat.
També va aparèixer a les pel·lícules Contact i Species.